# Magnolia espinalii
Espèce
Synonymes
- Talauma 	 espinalii Lozano

Statut de conservation UICN

 CR C2a(i); D : 
En danger critique
Magnolia espinalii est une espèce de plantes à fleurs de la famille des Magnoliacées. C'est un arbre endémique de Colombie.

## Description
C'est un arbre.

## Répartition et habitat
L'espèce est endémique de Colombie.